# Dekompressionsschmelze
Dekompressionsschmelze (auch: Decompression Melting) bezeichnet in den Geowissenschaften das Produkt eines Schmelzprozesses im Erdinneren, bei dem Gesteinsmaterial aufsteigt und aufgrund des geringeren Drucks schmilzt, ohne weitere Zufuhr von Wärme.
Gesteine, die zunehmenden Druck ausgesetzt werden, verfügen über deutlich höhere Schmelztemperaturen. Je tiefer sich ein Gestein befindet, desto höher ist also die Schmelztemperatur, da die Auflast der Gesteine mit der Tiefe ansteigt. Aus diesem Grund schmilzt Gestein an der Erdoberfläche bei sehr viel niedrigeren Temperaturen. So lässt sich auch erklären, warum der meiste Teil der Kruste und des Mantels nicht schmelzen, da Temperatur- und Druckbedingungen einander entsprechen müssen.
Die im Erdmantel herrschende Konvektion führt zum Aufsteigen von Material an den mittelozeanischen Rücken. Durch diesen Vorgang schmilzt das Gestein spontan auf, da der Druck unter einen kritischen Punkt sinkt. Dieser Prozess erzeugt kontinuierlich das weltweit größte Volumen an geschmolzenem Gestein und ist auch für die meisten Basalte am Meeresboden verantwortlich.